# سلطنة مسقط وعمان
سلطنة مسقط وعمان (عرفت أيضًا لفترة وجيزة باسم دولة مسقط وعمان خلال حكم تيمور بن فيصل)، هي دولة ذات سيادة ظهرت في النصف الثاني من القرن التاسع عشر والقرن العشرين، شملت أراضيها سلطنة عمان الحالية وأجزاء من الإمارات العربية المتحدة وباكستان وجوادر وتشابهار (حاليا في إقليم بلوشستان، باكستان وايران)، حكمتها آل بو سعيد. تأسست نتيجة تقسيم الإمبراطورية العمانية بعد وفاة آخر حكامها سعيد بن سلطان. انتقلت السلطنة إلى شكل جديد من الحكم بعد انقلاب القصر في 23 يوليو 1970 والذي تم فيه عزل السلطان سعيد بن تيمور على الفور لصالح ابنه قابوس بن سعيد.

## تاريخ
طرد المستعمرين البرتغاليين في عهد أئمة اليعاربة في القرن السابع عشر. نجح أئمة اليعربة فيما بعد في طرد المستعمرين البرتغاليين من شرق إفريقيا وأنشأوا إمبراطورية بحرية وسعت هيمنتها إلى الخليج العربي و زنجبار. فقدت سلالة الياروبا فيما بعد قوتها أمام المستعمرين الفرس. وفي عام 1749، هُزم المستعمرون الفرس على يد الإمام المنتخب أحمد بن سعيد. كانت الإمبراطورية البريطانية حريصة على السيطرة على جنوب شرق الجزيرة العربية للحد من نفوذ القوى الأوروبية الأخرى وإضعاف الإمبراطورية العمانية في القرن الثامن عشر. ونتيجة لذلك دعمت الإمبراطورية البريطانية سلاطين مسقط البوسعيديين الذين وصلوا إلى السلطة في النصف الثاني من القرن الثامن عشر. أبرمت الإمبراطورية البريطانية سلسلة من المعاهدات مع السلاطين بهدف زيادة النفوذ السياسي والاقتصادي البريطاني على مسقط. ومع مرور الوقت أصبحت السلطنة في نهاية المطاف تعتمد بشكل متزايد على القروض البريطانية والمشورة السياسية.

## عصر التوسع

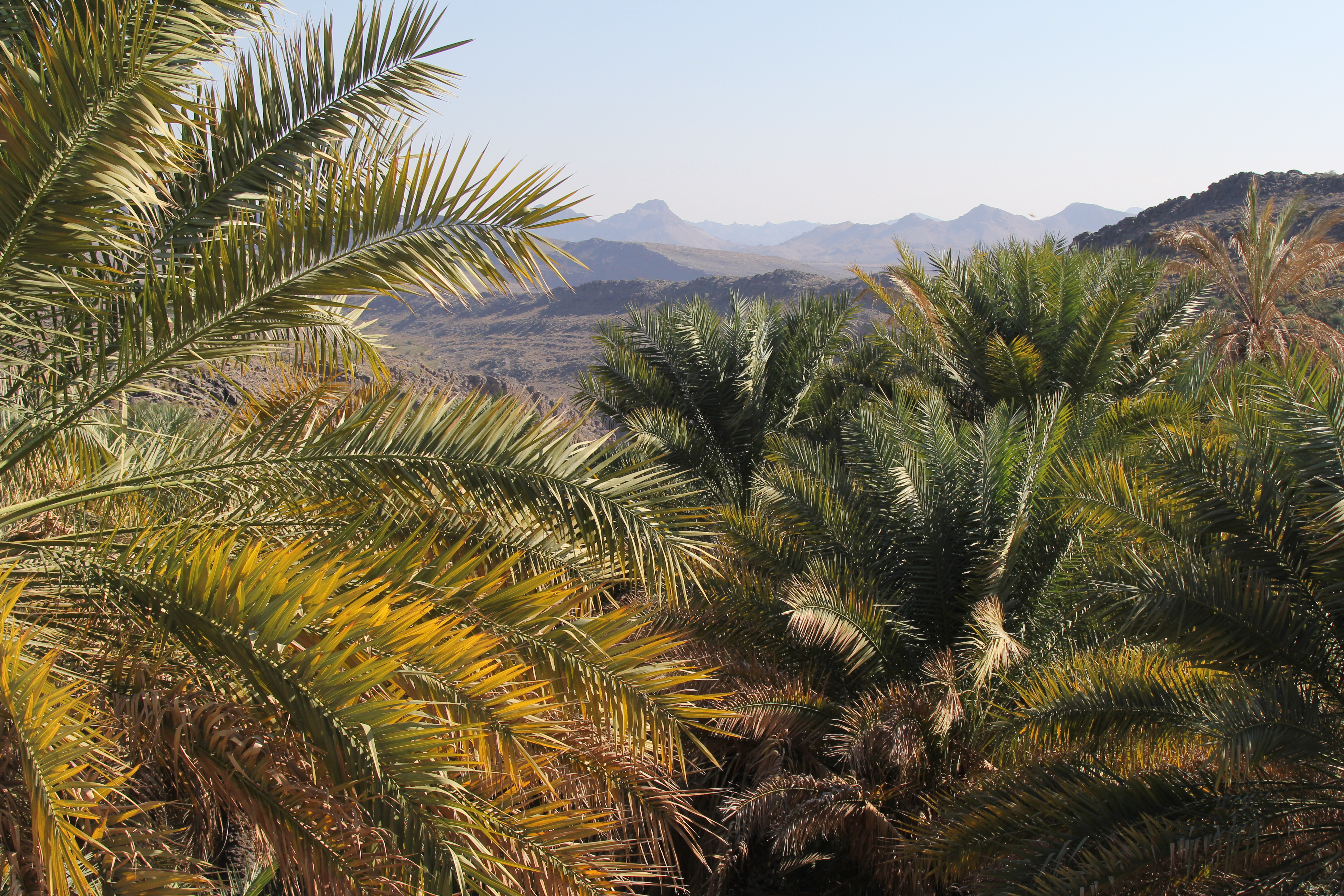
منظر طبيعي في عُمان عام 2014: نخيل وأجواء تعكس جمال الطبيعة

### القرن التاسع عشر
في هذا الفترة، كانت سلطنة عُمان تتأثر بالتوسع الاستعماري للدول الأوروبية في المنطقة، وخاصةً البريطانيين. كان للبريطانيين تأثير كبير على السياسة والاقتصاد في المنطقة.[بحاجة لمصدر]

### القرن العشرين
شهد القرن العشرين تحولات كبيرة في سلطنة عُمان، حيث شهدت مسقط نموًا اقتصاديًا وتطورًا في البنية التحتية والخدمات. بدأت السلطنة في التحرر من الوصاية البريطانية، وفي عام 1970م، تم إطاحة السلطان سعيد بن تيمور وتولي السلطان قابوس بن سعيد الحكم. شهدت الفترة بقاء السلطان قابوس حتى وفاته في عام 2020م تحولات هامة في كافة المجالات.[بحاجة لمصدر]

### العصر الحديث
بعد وفاة السلطان قابوس في عام 2020، تولى السلطان هيثم بن طارق الحكم، ومنذ ذلك الحين شهدت السلطنة جهودًا مستمرة لتعزيز التنمية الاقتصادية وتحسين جودة الحياة للمواطنين. تركزت الجهود على تنويع الاقتصاد وتحسين البنية التحتية وتعزيز التعليم والصحة وتعزيز القطاعات غير النفطية.[بحاجة لمصدر]

## التوحيد والهبوط
سلطنة مسقط وعُمان كانت منطقة تمتاز بتعدد الثقافات والتأثيرات الخارجية في القرنين الثامن عشر والتاسع عشر. في تلك الفترة، سعت السلطنة لتعزيز الاستقرار والتوحيد تحت قيادة حكام من آل بوسعيد، حيث لعبت شخصية الإمام أحمد بن سعيد البوسعيدي دوراً محورياً في توحيد المناطق المتناثرة وبناء نظام حكم مركزي قوي. وقد أسهمت الجهود التوحيدية في تعزيز الأمن الداخلي وجذب الاستثمارات الخارجية، خصوصاً في ظل التنافس الدولي على النفوذ في الخليج العربي والمحيط الهندي.

## التمرد والتنقيب عن النفط

### سلطنة صحار
استمرت سلطنة صحار من 1920 حتى حوالي عام 1932. وفي عام 1920، قام الشيخ علي بني بو علي، وهو قريب للسلطان تيمور بن فيصل، بتمرد في شمال صحار وأعلن نفسه سلطانا ولكنه خلع من قبل البريطانيين في عام 1932.

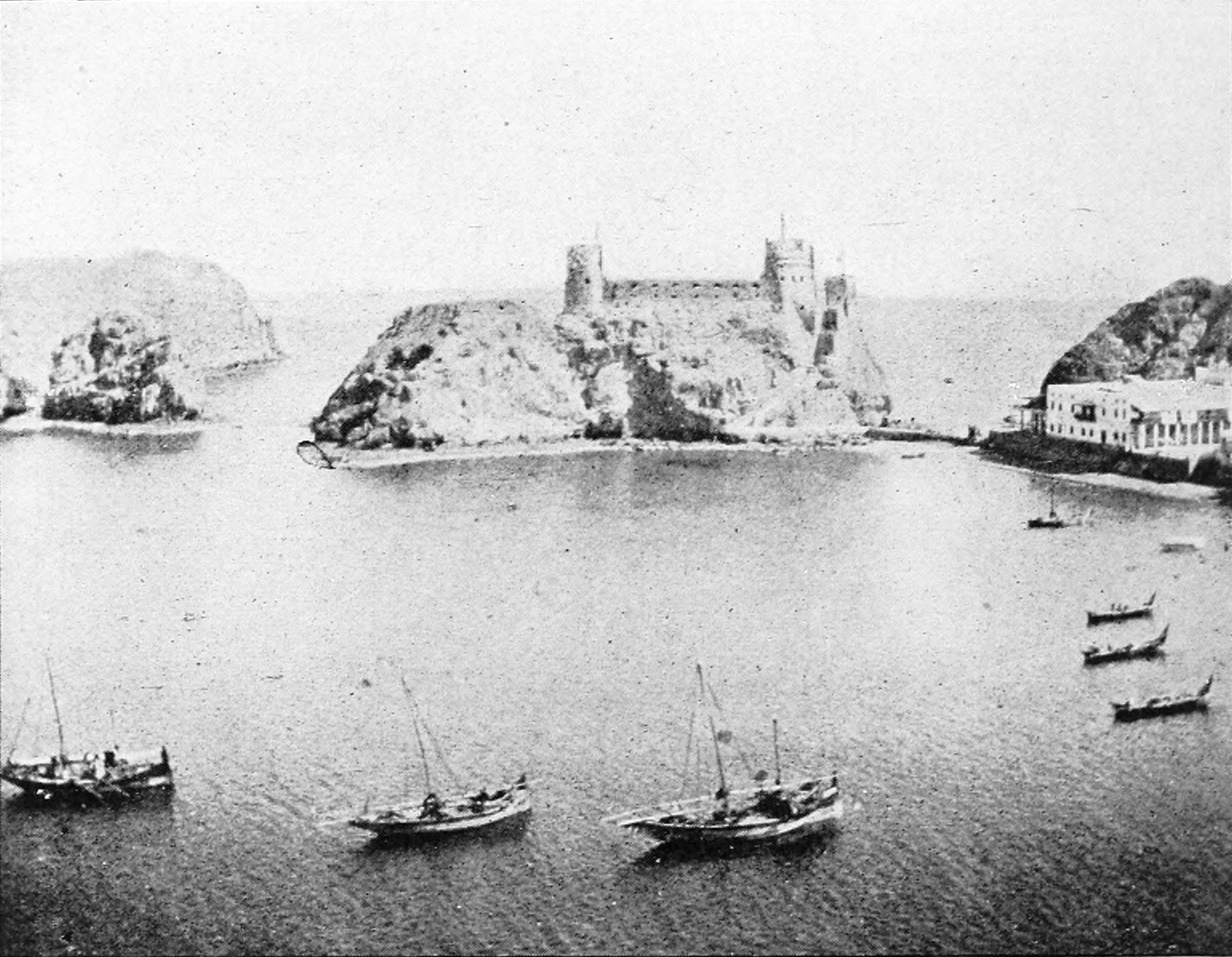
ميناء مسقط في عام 1903.

## أعلام
- تركي بن سعيد بن سلطان

## وصلات خارجية
- The Omani claim to the Mascarene Islands نسخة محفوظة 18 ديسمبر 2005 على موقع واي باك مشين.
- Omani Ministry of Foreign Affairs